# Шогин, Денис Германович
Денис Германович Шогин (31 октября 1985, Казань) — российский шашист  и тренер, чемпион России по русским шашкам 2018 года, серебряный призёр чемпионата Европы среди клубных команд в составе «ЦСДЮШШОР им. Р. Г. Нежметдинова», бронзовый призёр первенства Европы среди молодежи до 23-х лет, бронзовый призёр чемпионата России среди мужчин в составе команды Республики Татарстан; победитель первенства России среди юношей до 19 лет; чемпион Республики Татарстан среди мужчин (молниеносная программа), серебряный призёр 4-го Мемориала Р. Г. Нежметдинова.
Участник чемпионата мира и кубка мира среди мужчин. Обладатель второго места на одном из этапов кубка мира, проходившем в Казани крупном турнире под названием «Кубок информационных технологий». В 2016 году занял первое место на турнире кубка мира по шашкам «Кубок информационных технологий».
Международный мастер по шашкам 64 (2012), мастер спорта России (2005).
Тренер в ЦСДЮШШОР им. Р. Г. Нежметдинова.
Тренер Дениса Шогина — Дмитрий Цинман.